# 코우 우라키
코우 우라키(コウ・ウラキ)는 기동전사 건담 0083에 나오는 테스트 파일럿으로, 오스트레일리아의 트린튼 연방기지에서 훈련을 받고 있었다. 계급은 소위이다. 눈앞에서 가토에게 건담 시작 2호기를 빼앗겨 그 탈환 임무에 지원한다. 학구파적인 외모에 걸맞게 모빌슈트에 대한 조예가 뛰어나 건담 시작 2호기가 핵을 장비하고 있다는 것을 한눈에 알아봐서 니나를 놀라게 만들기도 한다
첫 출전에서는 실전경험이 없는 것을 가토에게 얽혀 패배의 고배를 마시지만, 서서히 그 능력을 개화시켜 가토와 대등하게 싸울정도의 전사로 성장하게 된다. 당근을 극도로 싫어한다.